# Pályaalkalmassági vizsga
A pályaalkalmassági vizsgálat  (röviden: PÁV) a Nemzeti Közlekedési Hatóság által négy különféle kategóriában kiadott engedély. Elsődleges feladata a hivatásos gépkocsivezetők kompetenciájának mérése.
E körben tevékenységük annak megállapítása, hogy a gépjárművezetők, illetőleg a vezetési jogosultságot megszerezni vágyók minden tekintetben rendelkeznek‑e a biztonságos közlekedéshez szükséges pszichológiai kompetenciákkal, a megfelelő észlelési, döntési és cselekvési készségekkel, valamint a járművezetéshez nélkülözhetetlen ismeretek elsajátításának és folyamatos megújításának a képességével. Továbbá rendelkeznek-e azokkal az egyéni jellemzőkkel, melyek szükségesek a közlekedési helyzetekhez való alkalmazkodáshoz, a vezetés közben jelentkező pszichés terhelések elviseléséhez.
A közúti közlekedésben részt vevők pályaalkalmasság vizsgálatának hatósági ügyeivel foglalkoznak.

## A PÁV kategóriái
A kategóriák 4 csoportra osztják, és úgy épül fel, hogy az első (I.) mindegyiket tartalmazza. A második (II.) csak a harmadikat és a negyediket és így tovább. A kategorizálást és a hatáskört a 41/ 2004. (IV. 7.) GKM rendelet szabályozza.

### PÁV I.
A legmagasabb alkalmassági kategória szükséges a megkülönböztető jelzést használó gépjárművek vezetéséhez. Legfeljebb 5 évre adható.
A jelentkezés előfeltételei:
- 2. csoportú (állásvállalásra jogosító) orvosi vélemény
- bármely nemzetközi kategóriában 2 éve folyamatosan hatályos vezetői engedély, amely nem minősül kezdő vezetői engedélynek

### PÁV II.
A második kategóriájú alkalmassági kategória az alábbiak vezetéséhez szükséges:
- közúti közlekedési szolgáltatás keretében személyszállítást végző autóbusz, trolibusz, személygépkocsi
- a nemzetközi közúti személyszállítást végző autóbusz – amelyben a vezetőülésen kívül legalább 17 állandó ülőhely van
- veszélyes áru szállítását végző gépjármű vezetéséhez.

A jelentkezés előfeltételei:
- 2. csoportú (állásvállalásra jogosító) orvosi vélemény,
- bármely nemzetközi kategóriában 2 éve folyamatosan hatályos vezetői engedély, mely nem minősül kezdő vezetői engedélynek.

### PÁV III.
- a 7500 kg megengedett legnagyobb össztömeget meghaladó, közúti közlekedési szolgáltatást végző tehergépkocsi, vontató, nyergesvontató és járműszerelvény,
- a 7500 kg megengedett legnagyobb össztömeget meghaladó, nemzetközi közúti áruszállítást végző tehergépkocsi, vontató, nyergesvontató és járműszerelvény vezetéséhez.

A jelentkezés előfeltétele:
- 2. csoportú (állásvállalásra jogosító) orvosi vélemény.

### PÁV IV.
- azon személyek számára kötelező, akik ötödszörre is megbuktak/alkalmatlan vizsgát tettek, ill. a fentiekben nem említett gépjármű vezetése.

## Külső hivatkozások
- A pályaalkalmassági vizsga az NKH honlapján Archiválva 2016. október 13-i dátummal a Wayback Machine-ben
- Jelentkezés pályaalkalmassági vizsgára